# Tuna

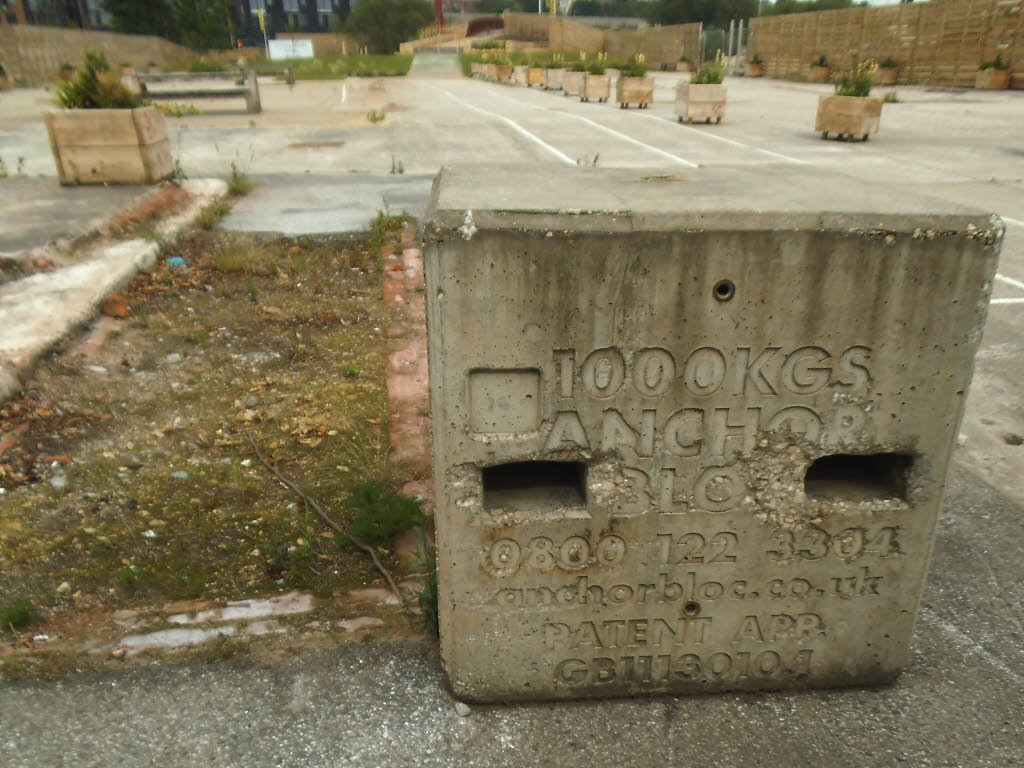
Betonová deska vážící jednu tunu

Tuna (SI symbol t), také metrická tuna, je jednotka hmotnosti. Je vedlejší jednotkou soustavy SI. Odpovídá hmotnosti 1 000 kilogramů; nebo jednomu megagramu (Mg).
Jedna tuna je přibližně 2 204,6 britské libry (užíváno v soustavě avoirdupois), 1,102 americké tuny (short ton, užíváno v USA) nebo 0,984 imperiální tuny (long ton).
Symbol „t“ byl přijat stejně jako jednotka sama v roce 1879.
Jednotka tuna se používá např. v dopravním značení pro vyjadřování povolené hmotnosti vozidla.

## Kilotuna
Kilotuna (značka kt, dle SI gigagram, Gg) je tisíc tun, čili milion kilogramů.

## Megatuna
Megatuna (značka Mt, dle prakticky nepoužívané definice SI teragram, značka Tg) je milion tun, čili miliarda kilogramů. V ekvivalentech kilotun a megatun TNT se obvykle udává energie uvolněná výbuchem jaderné zbraně. Nejsilnější známá jaderná zbraň, sovětská Car-bomba, měla sílu okolo 57 Mt TNT.

## Gigatuna
Gigatuna (značka Gt) je jednotka, která se například často používá pro emise a koloběh uhlíku.